# Comal (język)
Comal (COMmon Algorithmic Language) – język programowania wysokiego poziomu, stworzony dla potrzeb edukacji.

## Historia języka
Język ten zaprojektowany został przez duńskiego wykładowcę, Borge Christensena. Jest on wzorowany w zasadzie na dwóch innych językach: Basicu i Pascalu. Z założenia jako język do nauki podstaw programowania, zachowano w nim prostotę Basica i wprowadzono elementy niezbędne do programowania strukturalnego, wzorowane na strukturach zawartych w języku Pascal. W literaturze często spotyka się określenie Comalu jako „strukturalny Basic”.
Pierwsza implementacja tego języka została stworzona w 1981 r. dla komputerów Commodore PET, następnie m.in. dla Commodore 64.
Język ten zdobył uznanie w niektórych krajach i został wprowadzony do programu nauczania w szkołach, np. w Danii i Irlandii.
Obecnie Comal to już tylko ciekawostka z historii informatyki.

## Charakterystyka języka
Główną właściwością przejętą z Basica-a jest tworzenie własnego, pełnego środowiska systemowego, udostępniającego polecania systemowe, dzięki czemu podczas pracy nie ma konieczności wychodzenia poza powłokę Comal.
Program w Comal stanowi ciąg instrukcji umieszczonych w wierszach kodu źródłowego. Kolejne wiersze są numerowane podobnie jak we wczesnych wersjach Basica (powstały implementacje, w których nie numeruje się wierszy). Można jednak umieszczać kilka instrukcji w jednym wierszu rozdzielonych średnikiem.
W instrukcji przypisania stosuje się zapożyczony z Pascala symbol dwuznakowy ":=". W języku dostępna jest większość instrukcji znanych z Basica, w tym polecenia systemowe i edycyjne (np. LIST, RUN, LOAD, SAVE) oraz dodatkowe (np. CAT, ENTER), instrukcje danych (np. DATA, READ), instrukcje we-wy (np. PRINT, INPUT) i inne, oraz instrukcje strukturalne, wzorowane na rozwiązaniach zawartych w języku Pascal:
- warunkowa:

```
 IF 
warunek
 THEN
   
instrukcje

 ENDIF
```

- wyboru

```
 CASE 
wyr
 OF
   WHEN 
wyroznik-1

     
instrukcje-1

   WHEN 
wyroznik-2

     
instrukcje-2

 …
   WHEN 
wyroznik-n

     
instrukcje-n

   OTHERWISE
     
instrukcje-oth

 ENDCASE
```

- iteracyjna

```
 FOR 
i
=
w_p
 TO 
w_e

         
instrukcje

 NEXT 
i
```

- repetycyjne

```
 WHILE 
warunek
 DO
         
instrukcje

 ENDWHILE
```

```
 REPEAT
          
instrukcje

 UNTIL 
warunek
```

- definicji procedury

```
 PROC 
nazwa
(
parametry
)
         
instrukcje

 ENDPROC 
nazwa
```

- wywołania procedury

```
 EXEC 
nazwa
(
argumenty
)
```

## Przykład
```
 10  PRINT "Przykład programu w języku Comal"
 20  REPEAT
 25    EXEC PiszOpcje
 30    INPUT "Wybierz opcje": Opcja
 40    INPUT "X=": X
 50    INPUT "Y=": Y
 60    EXEC Wybor(Opcja, X, Y)
 70  UNTIL Opcja=5
 80  PROC PiszOpcje
 90    PRINT "1. suma"
 100   PRINT "2. roznica"
 110   PRINT "3. iloczyn"
 120   PRINT "4. iloraz"
 130   PRINT "5. wyjscie"
 140 ENDPROC PiszOpcje
 150 PROC Wybor(A,B,C)
 160   CASE A OF
 170     WHEN 1
 175        PRINT "SUMA=", B+C
 180     WHEN 2
 185        PRINT "ROZNICA=", B-C
 190     WHEN 3
 195        PRINT "ILOCZYN=", B*C
 200     WHEN 4
 205        PRINT "ILORAZ=", B/C
 210     WHEN 5
 215        PRINT "Koniec"
 220     OTHERWISE
 225        PRINT "Bledna opcja"
 230   ENDCASE
 240 ENDPROC Wybor
```